# نينبورغ
نينبورغ (بالألمانية: Nienburg, Lower Saxony) هي بلدة ألمانية تقع في ألمانيا في سكسونيا السفلى.

## المدن التوأمة
مدن Nienburg، داندرموند، لاس كروسيس، نيومكسيكو، فيتيبسك و Bartoszyce هي مدن توأمة لـنينبورغ.

## أعلام
- أوسكار غرونينغ
- أنجلينكا نويورث
- مايك بيرمان
- فولكر فينكه
- سوزان شروتر